# 大利根カントリークラブ
大利根カントリークラブ（おおとねカントリークラブ）は、茨城県坂東市にあるゴルフ場。1960年10月2日開場。

## 概要
井上誠一による設計でかつて日本オープンゴルフ選手権競技などが開催された全国屈指の名門コースとして知られている。計36Hあり、旧来は東コースがメンバーコースと言われていたが、西コースに改良を幾度も施し、近年は大きな大会を西コースで開催されることが多く、両コース遜色のない風格を持っている。また、バブル期には会員権相場額が1億円以上にもなったこともある。会員には政財界や芸能界の大物が名を連ねる。
また本カントリークラブでのプロゴルフトーナメント開催実績としては、2008年11月のレクサス選手権、2014年と2015年にはアジアパシフィックオープンゴルフチャンピオンシップダイヤモンドカップゴルフが開催。また近年では全米オープンや全米女子オープン日本予選の会場としても行われたことがある。
また日本ゴルフ協会主催の公式戦である日本女子オープンゴルフ選手権競技が1971年（第4回）大会（西コース）と2010年（第43回）大会（東コース）の過去2回開催されており、2024年には3度目となる第57回大会を西コースで開催予定である。
また1973年には男子の第37回日本オープンゴルフ選手権競技が東コースで開催されている。

## コース情報
- 開場日 : 昭和35年10月9日
- 設計者 : 井上誠一
- 面積 : 1,290,000 m2
- コース : 36H/Par 144
- レート :
  - 73.5 （ 西OUT・西IN／ベント1／バック ）
  - 70.3 （ 西OUT・西IN／ベント1／レギュラー ）
  - 69.3 （ 西OUT・西IN／ベント1／フロント ）

## アクセス
車の場合
常磐自動車道 谷和原IC 12 km
鉄道の場合
つくばエクスプレス〔秋葉原駅〕→〔守谷駅〕下車、クラブバス・路線バス・タクシー利用
東武野田線（東武アーバンパークライン）愛宕駅より 路線バス（茨急バス）、タクシー利用